# World Federation of the Deaf Youth Section
La World Federation of the Deaf Youth Section (Federazione Mondiale dei Sordi Sezione dei Giovani, in lingua italiana), è un'organizzazione non governativa parallela dell'Organizzazione delle Nazioni Unite della Comunità sorda giovanile.
Il consiglio di amministrazione della WFDYS, dalla durata di 4 anni, prevede almeno otto riunioni obbligatorie, due all'anno.
Le responsabilità riguardano i campi per bambini WFDYS dai 9 ai 12 anni, i campi giovanili per ragazzi WFDYS dai 13 ai 17 anni e i campi giovanili WFDYS dai 18 ai 30 anni. Tutti questi campi sono ospitati ogni quattro anni. Gli obiettivi dei campi sono fornire formazione alla leadership per i giovani sordi, sostegno alle organizzazioni giovanili ed alla difesa, scambi culturali delle comunità sorde. La leadership, l'educazione ai diritti umani per lottare per l'uguaglianza e la celebrazione dell'identità sorda, linguistica e culturale.
Il WFDYS è uno dei partner dell'International Coordination Meeting of Youth-led Organizations (ICMYO) e fa parte del Major Group for Children and Youth delle Nazioni Unite. L organizzazioni guidate dai giovani con disabilità uditiva, promuovono delle iniziative Youth21 ed abbiamo adottato una posizione ufficiale su un Forum Permanente sulla Gioventù, il meccanismo permanente attraverso il quale i giovani sordi possono essere coinvolti nel processo decisionale delle Nazioni Unite. Con il forum permanente sulla gioventù riaffermiamo l'importanza del Programma mondiale di azione per la gioventù (WPAY) e consideriamo dei piani programmati a tutti i livelli, compreso il ruolo nella guida delle Nazioni Unite e programmi per i giovani delle organizzazioni intergovernative ed internazionali.
La WFDYS crede che il diritto all'istruzione con il bilinguismo e la partecipazione attiva dei giovani al processo decisionale siano la chiave per aprire la porta della libertà e dell'uguaglianza per i giovani con disabilità diverse.

## Storia
Il WFDYS è stato istituito nel 1987 ad Espoo, in Finlandia. La WFDYS è stata infine costituita prima del Congresso Mondiale della Federazione Mondiale dei Sordi nel 1995 in Austria.

## Membri
| Nazione | Anno | Organizzazione                  |
| ------- | ---- | ------------------------------- |
| Italia  | 1994 | Comitato Giovani Sordi Italiani |

## Presidenti
- Tarja Karhunen (1987 - 1995)
- Nina Sivunen (1995 - 1999)
- Joseph Murray (1999 - 2003)
- Vivien Batory (2003 - 2007)
- Juan Angel De Gouveia (2007 - 2011)
- Jenny Nilsson (2011 - 2015)
- Cecilia Hanhikoski (2015 - 2017)
- Mark Berry (2017 - 2019)
- Shirley Liu (2019 - 2023)
- Emilo Christensen[2] (2023 - in carica)